# Zaraea inflata
Zaraea inflata är en stekelart som beskrevs av Norton. Zaraea inflata ingår i släktet Zaraea och familjen klubbhornsteklar. Inga underarter finns listade i Catalogue of Life.